# Marjolein-klasse
De marjolein-klasse (Trifolio-Geranietea sanguinei) is een klasse van syntaxa die thermofiele, kalkminnende zoomvegetatie omvat. Doorgaans zijn het grazige zoomgemeenschappen die worden aangetroffen op de grens van grasland met bos of struweel, vaak op een (enigszins) hellend maaiveld. De Nederlandse gemeenschappen uit de marjolein-klasse komen hoofdzakelijk voor op matig voedselrijke bodems. Op Europees niveau is de klasse echter merendeels typerend te noemen voor voedselarme bodems.

In Nederland is de marjolein-klasse vrij zeldzaam en komt alleen voor in Zuid-Limburg, Zeeland, de kalkrijke duinen in het kustgebied en enkele plaatsen in het rivierengebied. De klasse wordt in Nederland hoofdzakelijk aangetroffen op duinhellingen en taluds van holle wegen en dijken. Ook kan zij weleens vlakdekkend worden aangetroffen op verwaarloosde graslandpercelen. De marjolein-klasse wordt in Nederland vertegenwoordigd door maar één verbond: het marjolein-verbond (Trifolion medii). 

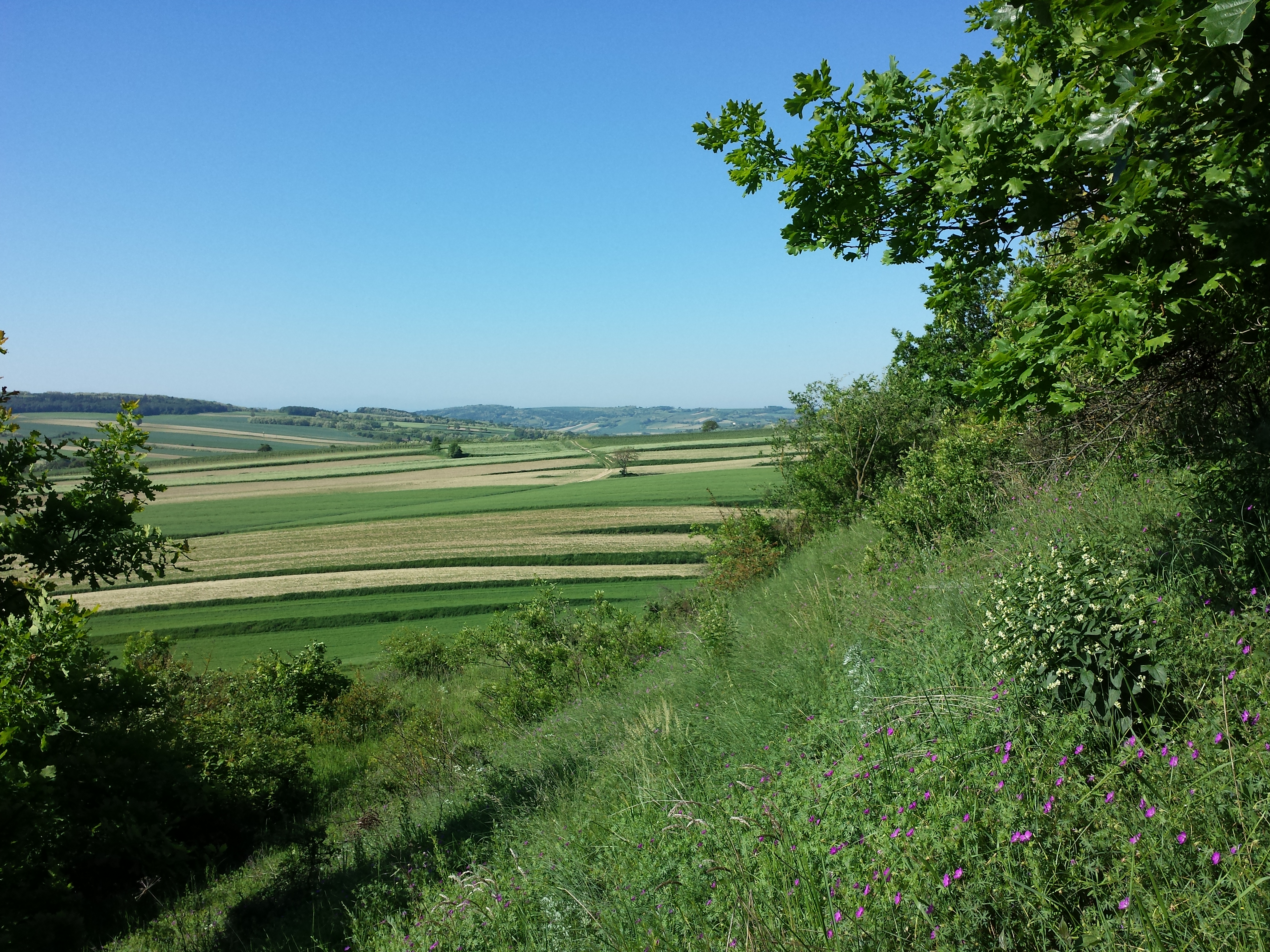
Aanzicht van een gemeenschap van de marjolein-klasse in Oostenrijk, met onder andere bloedooievaarsbek en witte engbloem

## Naamgeving en codering
| Origano-Geranietea sanguinei Van Leeuwen & Westh. 1961 |

- Engels: Thermophilous forest fringe and tall-herb vegetation in nutrientpoor sites
- Duits: Licht- und wärmebedürftige Saumgesellschaften und Staudenfluren magerer Standorte[1]
- Hongaars: Lágy szárú erdőszegély-társulások
- Kroatisch: Šumski rubovi s prevlašću visokih zeleni
- Pools: Ciepłolubne zbiorowiska okrajkowe
- Syntaxoncode voor Nederland (rVvN): r17

De Nederlandse naam 'marjolein-klasse' refereert naar de enige orde uit de klasse die in Nederland voorkomt: de marjolein-orde (Origanetalia vulgaris). Deze is naar de wilde marjolein (Origanum vulgare) vernoemd.
De wetenschappelijke naam Trifolio-Geranietea sanguinei is afgeleid van de botanische namen van bochtige klaver (Trifolium medium) en bloedooievaarsbek (Geranium sanguineum). In andere Europese landen spelen de twee laatstgenoemde soorten een veel belangrijkere rol in veel plantengemeenschappen van deze klasse. Bovendien is bloedooievaarsbek niet inheems in Nederland; de soort komt alleen voor als verwilderde sierplant.

## Fysiognomie
Het vegetatieaspect van de begroeiingen van deze klasse wordt in Nederland voornamelijk gekenmerkt door middelhoog opschietende kruiden en veel grassen, waaronder vaak langhalmige soorten. Ook kunnen hoog opschietende kruiden soms belangrijke blikvangers zijn, zoals bijvoorbeeld melige toorts (Verbascum lychnitis); dit is een kensoort van de klasse. Het merendeel van de associaties uit de marjolein-klasse die in Europa worden onderscheiden kennen in het bijzonder veel paarsroze- en geelbloeiende soorten.

## Ecologie
Vegetatie van de marjolein-klasse groeit op droge, kalkhoudende, vaak zonnige, snel opwarmende standplaatsen, die vaak op het zuiden geëxponeerd zijn. Doorgaans zijn het grazige zoomgemeenschappen die worden aangetroffen op de grens van grasland met bos of struweel, vaak op een (enigszins) hellend maaiveld. De Nederlandse gemeenschappen uit de marjolein-klasse komen hoofdzakelijk voor op matig voedselrijke bodems. Op Europees niveau is de klasse echter merendeels typerend te noemen voor voedselarme bodems.

## Onderliggende syntaxa in Nederland en Vlaanderen
De marjolein-klasse kent in Nederland en Vlaanderen slechts één orde met maar één verbond, dat uit twee associaties bestaat. Er zijn in Nederland geen romp- en derivaatgemeenschappen bekend van de klasse.
- - marjolein-orde (Origanetalia vulgaris)
    - marjolein-verbond (Trifolion medii)
      - associatie van dauwbraam en marjolein (Rubo-Origanetum)
      - associatie van parelzaad en salomonszegel (Polygonato-Lithospermetum)

## Diagnostische taxa voor Nederland en Vlaanderen

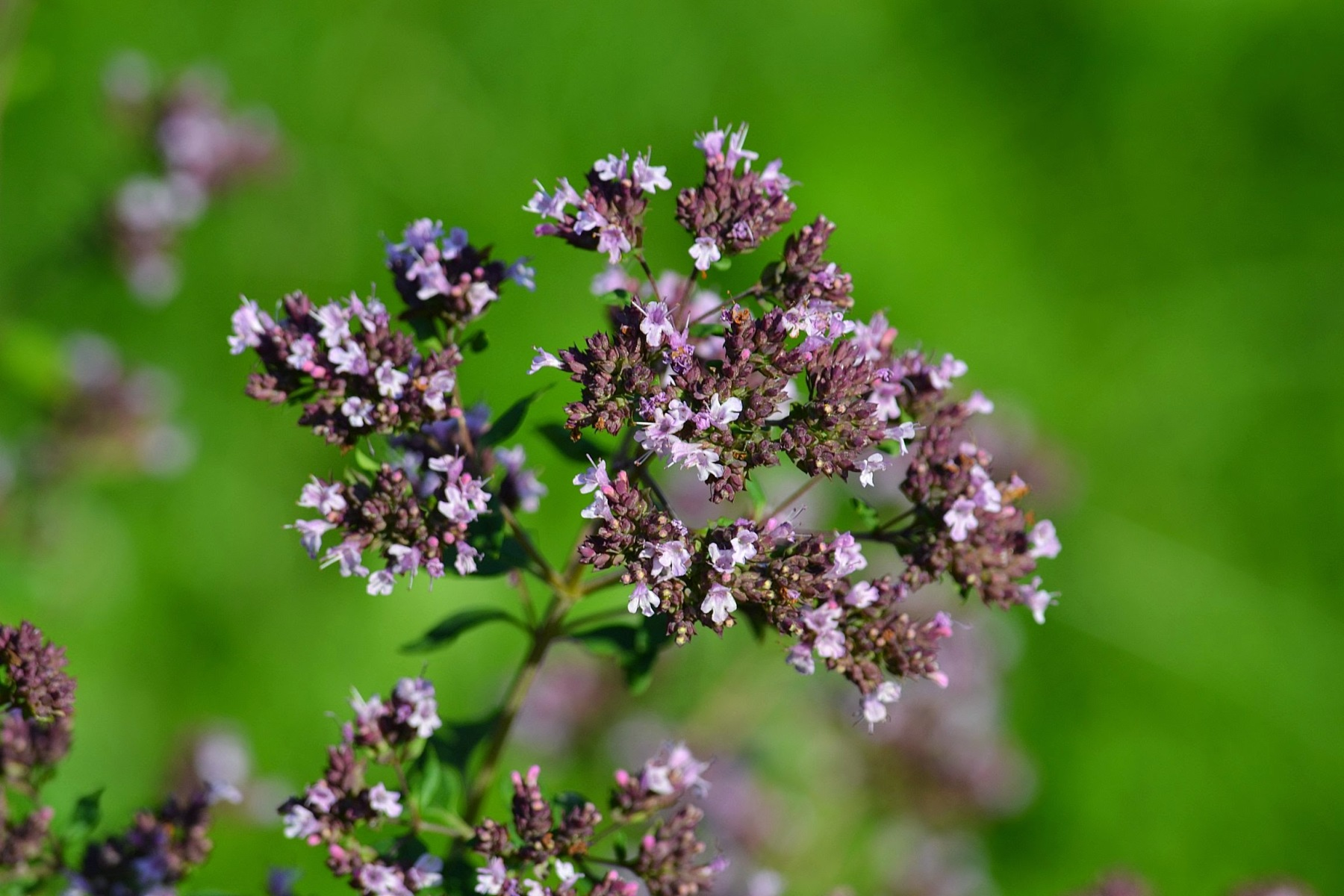
Wilde marjolein
(Origanum vulgare)

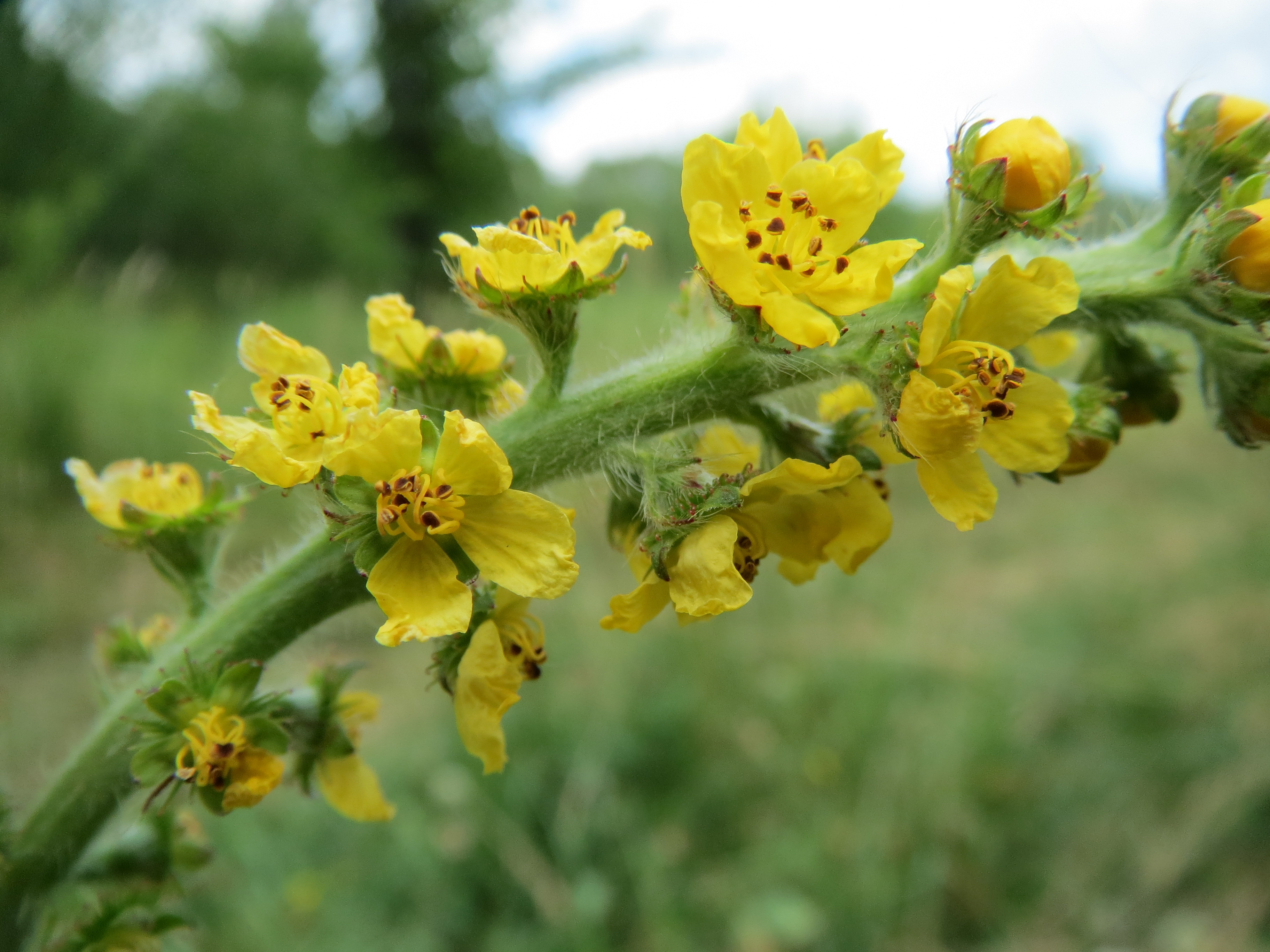
Gewone agrimonie
(Agrimonia eupatoria)

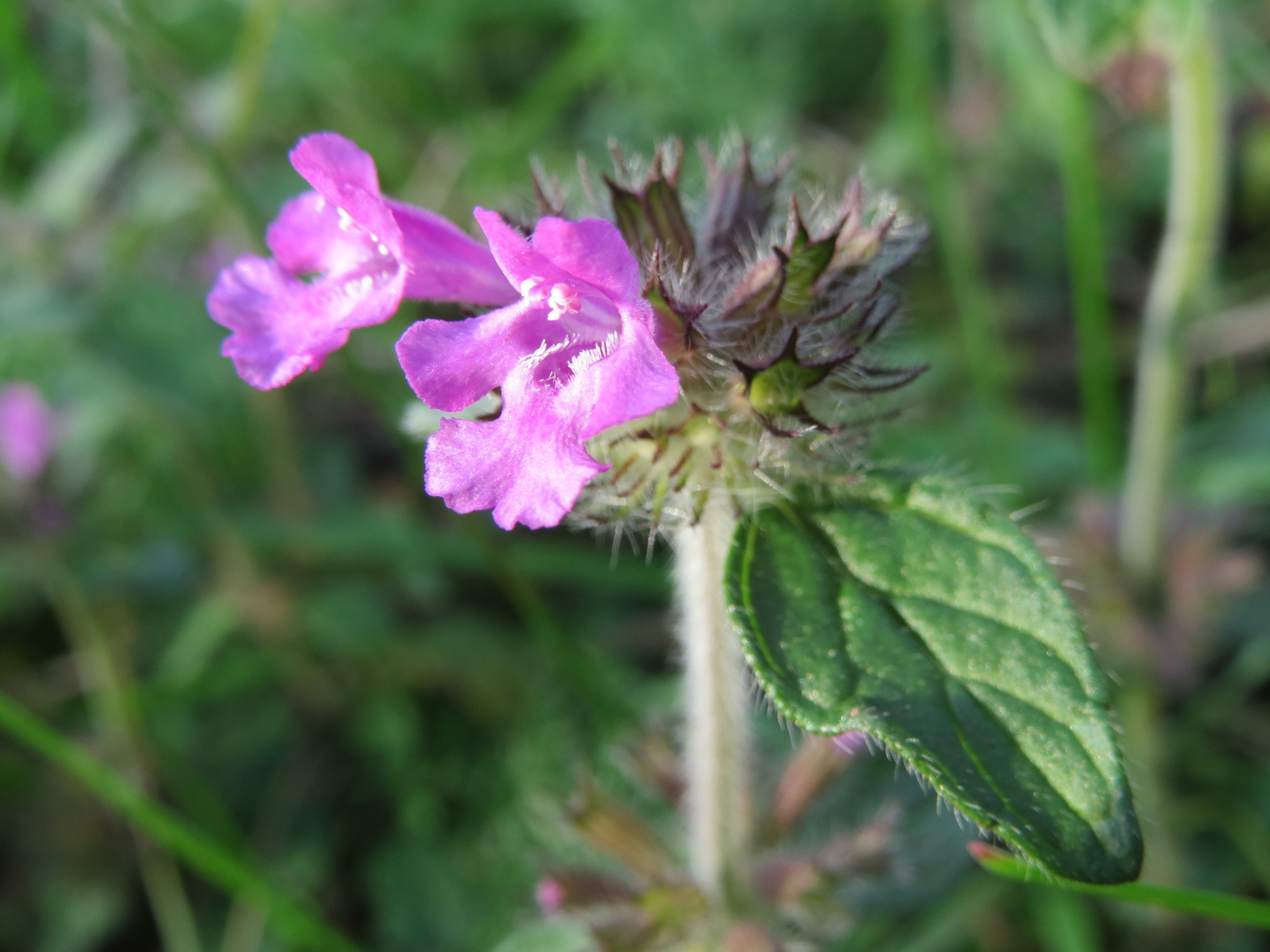
Borstelkrans
(Clinopodium vulgare)

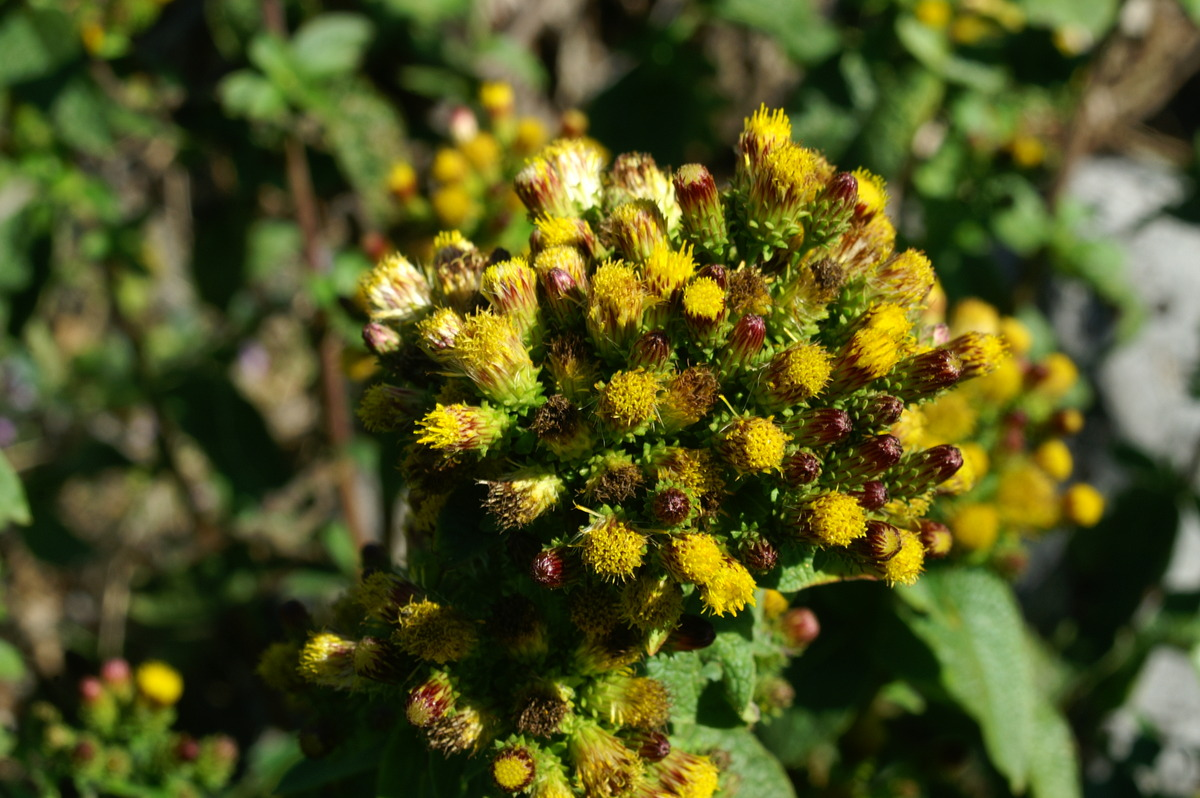
Donderkruid
(Inula conyzae)

In de onderstaande tabel staan belangrijke vertegenwoordigers van de marjolein-klasse voor Nederland en Vlaanderen. De tabel heeft daarom feitelijk alleen betrekking op de gemeenschappen uit het marjolein-verbond (Trifolion medii).
| Kentaxon | Triviale naam             | Botanische naam         |
| -------- | ------------------------- | ----------------------- |
| kV       | gewone agrimonie          | Agrimonia eupatoria     |
| kK       | borstelkrans              | Clinopodium vulgare     |
| kK       | donderkruid               | Inula conyzae           |
| kK       | ruig viooltje             | Viola hirta             |
| kK       | melige toorts             | Verbascum lychnitis     |
|          | wilde marjolein           | Origanum vulgare        |
|          | dauwbraam                 | Rubus caesius           |
|          | viltig kruiskruid         | Jacobaea erucifolia     |
|          | kropaar                   | Dactylis glomerata      |
|          | glad parelzaad            | Lithospermum officinale |
|          | eenstijlige meidoorn      | Crataegus monogyna      |
|          | Goudhaver                 | Trisetum flavescens     |
|          | ruige anjer               | Dianthus armeria        |
|          | wilde hokjespeul          | Astragalus glycyphyllos |
|          | rood zwenkgras            | Festuca rubra           |
|          | welriekende salomonszegel | Polygonatum odoratum    |
|          | boslathyrus               | Lathyrus sylvestris     |
|          | veldlathyrus              | Lathyrus pratensis      |
|          | hondsroos                 | Rosa canina s.l.        |
|          | bosaardbei                | Fragaria vesca          |
|          | veldbeemdgras             | Poa pratensis           |
|          | gewone bermzegge          | Carex spicata           |
|          | smalle weegbree           | Plantago lanceolata     |
|          | knoopkruid                | Centaurea jacea s.l.    |
|          | ijzerhard                 | Verbena officinalis     |
|          | wollige distel            | Cirsium eriophorum      |
|          | duizendblad               | Achillea millefolium    |

## Fotogalerij

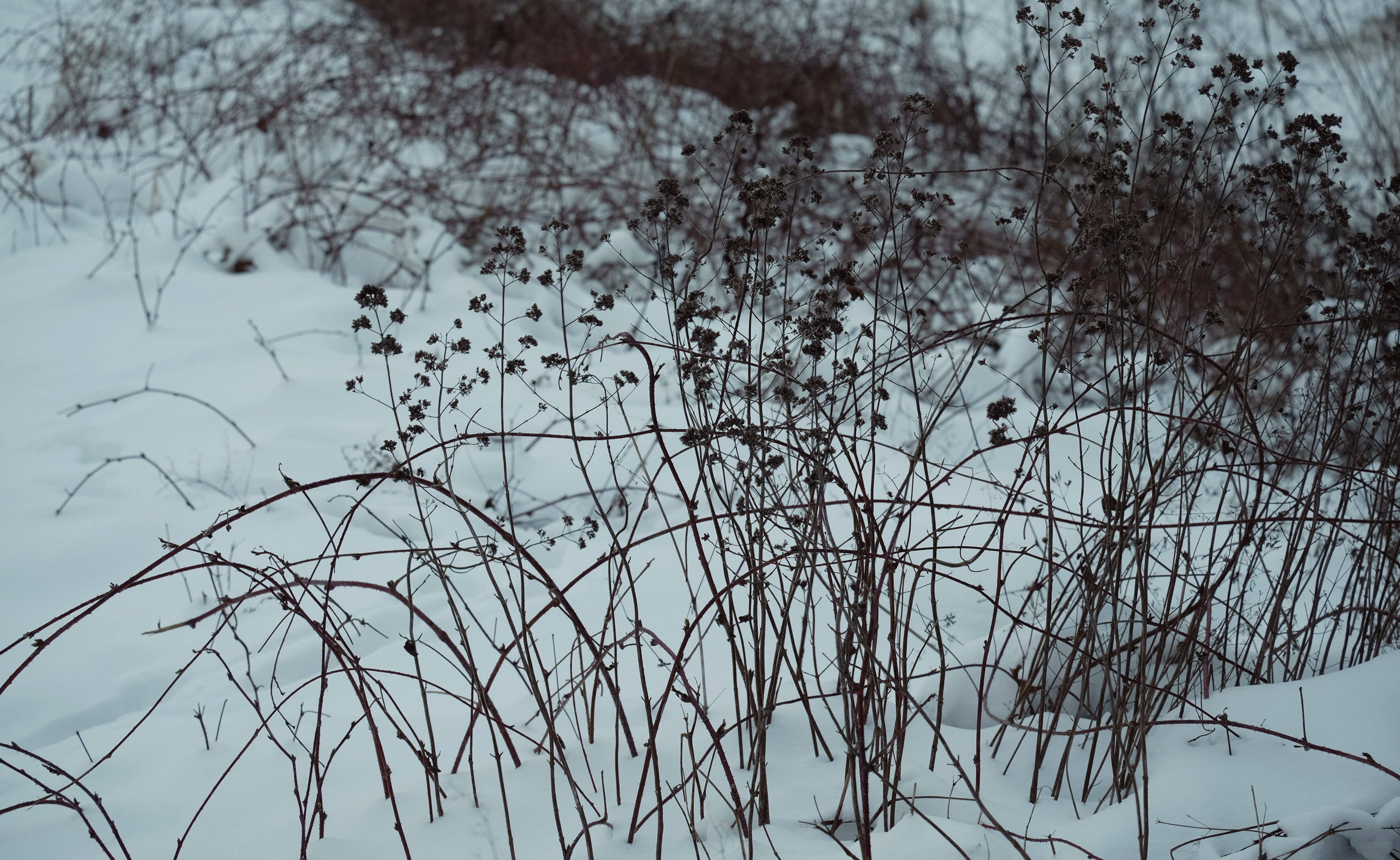
Een winteraspect van de associatie van dauwbraam en marjolein (Rubo-Origanetum) in Nederland
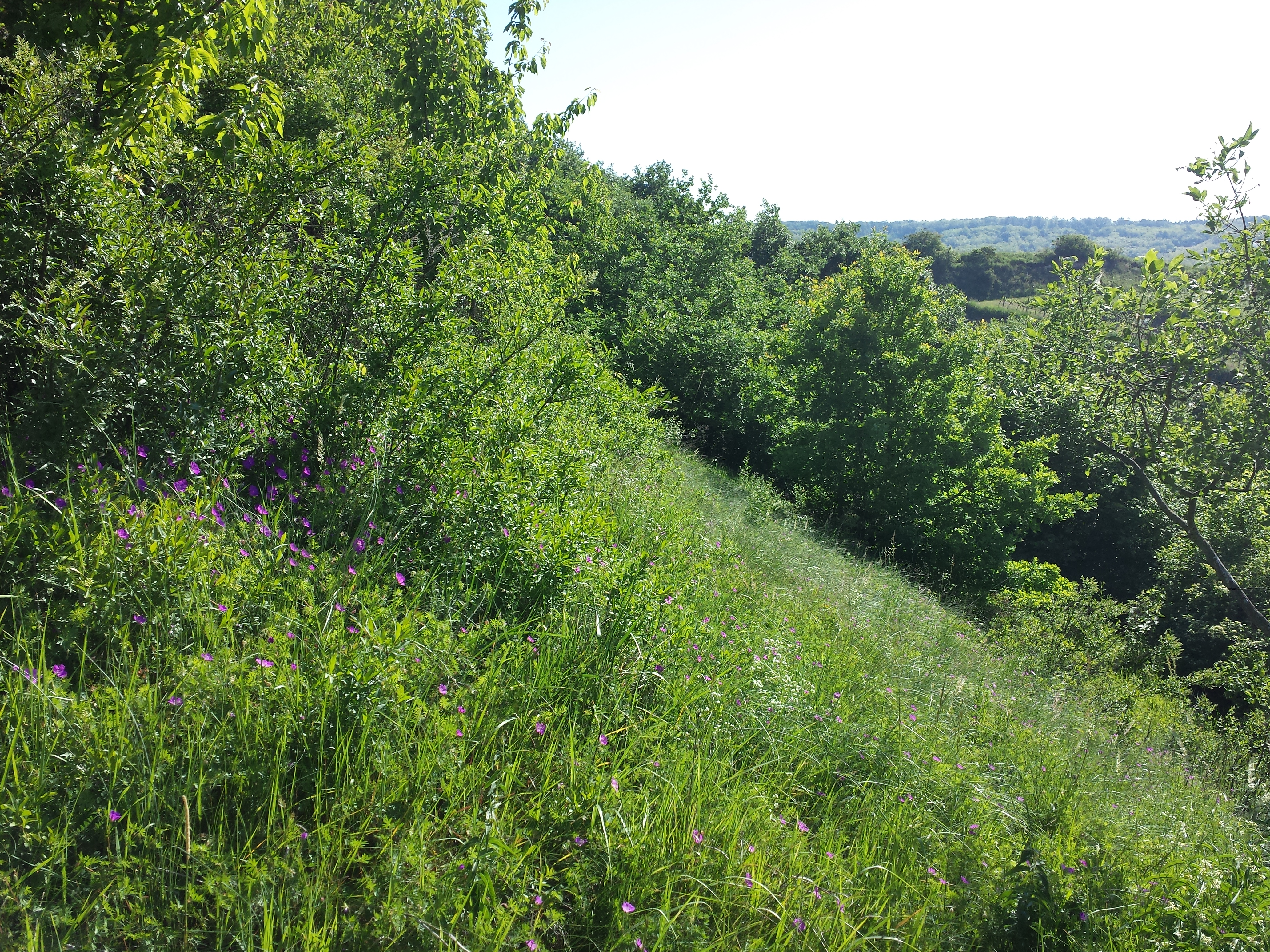
Het aanzicht van een vegetatie uit de marjolein-klasse met onder andere bloedooievaarsbek in Oostenrijk
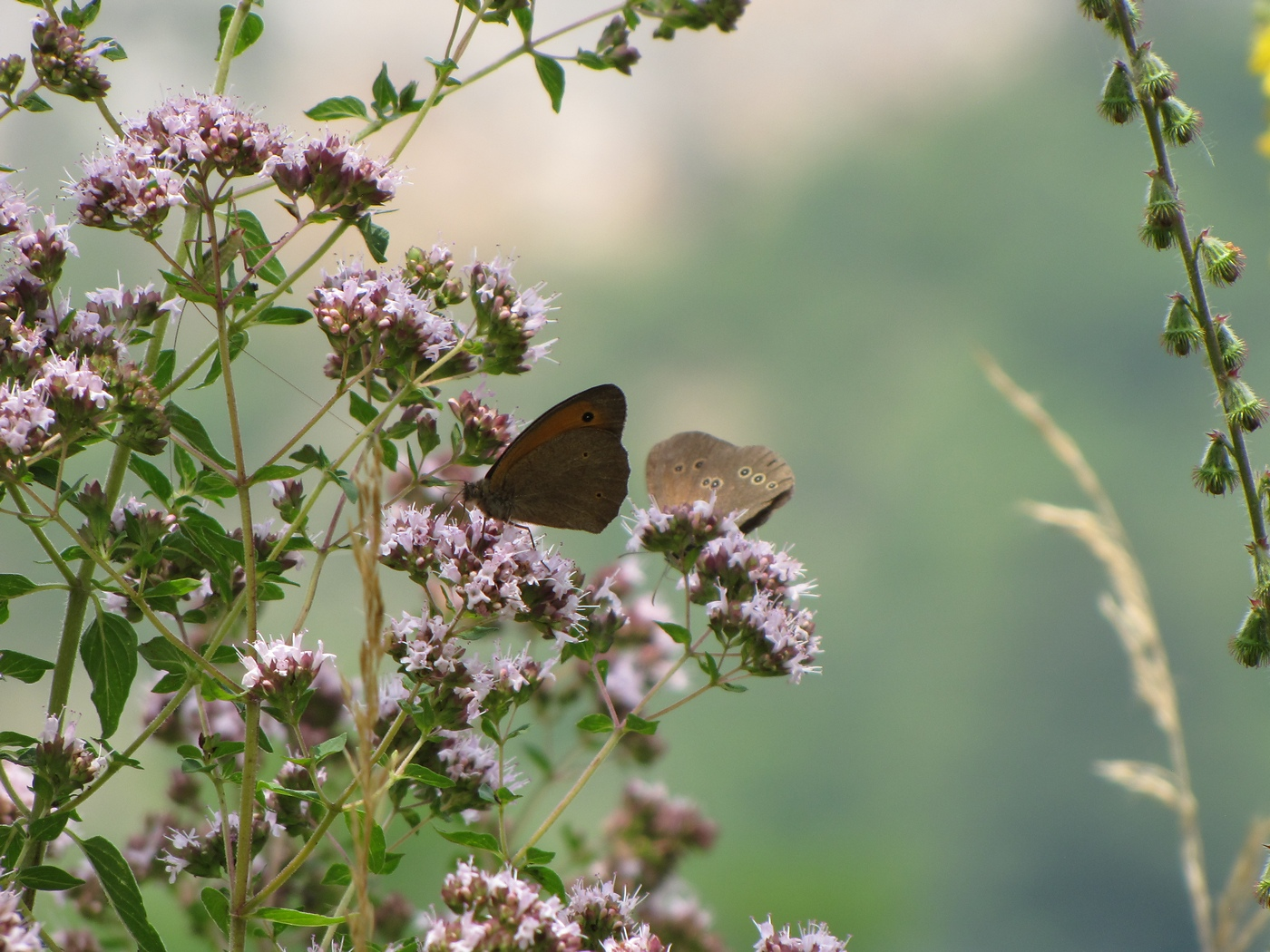
Een koevinkje en bruin zandoogje, in de associatie van dauwbraam en marjolein